# أحمد بدالبيلي (أغدامسكي)
أحمد بشير أوغلو بدالبيلي (بالأذرية: Əhməd Ağdamski) – مغني أوبرا وممثل مسرحي وسينمائي أذربيجاني. شقيق بادالبي بادالبيلي عم الملحن أفراسياب بادلبيلي والمخرج شمسي بدلبيلي. تكريم فنان جمهورية أذربيجان الاشتراكية السوفيتية. (1943)

## سيرته الذاتية
ولد أحمد بدالبيلي في 5 يناير عام 1884 في مدينة آغدام. في السنوات المبكر حضر مهرجانات الفنون الشعبية. بدأ النشاط المسرحي كممثل في فرقة مسرح جمعية نجاة الخيرية. كما تجري أنشطة تعليمية.
في عام 1916، كان أول فيلمه كوميدي أذربيجاني أرشين مالالان، الذي تم تصويره على أساس أوبريتا عزير حاجبايوف.
في أوائل العشرينات عاد إلى قاراباغ، حيث أنشأ في عام 1923 فرقة مسرحية في آغدام. وفي عام 1934 انتقل إلى أغداش.
بالإضافة إلى ذلك، شارك في أنشطة التدريس. في 1943 حصل على لقب تكريم فنان جمهورية أذربيجان الاشتراكية السوفيتية في 1943.
توفي أحمد بدالبيلي في 1 أبريل عام 1954.